# Peppino di Capri
Peppino di Capri (ur. jako Giuseppe Faiella 27 lipca 1939 w Capri) – włoski piosenkarz i kompozytor, zwycięzca Festiwalu Piosenki Neapolitańskiej w 1970 roku z piosenką „Me chiamme ammore” (wykonaną w parze z Giannim Nazzaro), dwukrotny zwycięzca Festiwalu Piosenki Włoskiej w San Remo: w 1973 z piosenką „Un grande amore e niente più” i w 1976 z piosenką „Non lo faccio più”, reprezentant Włoch podczas 36. Konkursu Piosenki Eurowizji w 1991 roku z utworem „Comme è ddoce ’o mare”.
Popularyzator rock and rolla we Włoszech; nazywany włoskim Buddym Hollym.

## Życiorys

### Lata 50. i 60.
Jako czterolatek Giuseppe Faiella przygrywał na fortepianie stacjonującym na Capri amerykańskim żołnierzom, którzy odwdzięczali się mu drobnymi prezentami. Jako nastolatek założył zespół The Rockers. W 1956 roku wystąpił z zespołem w telewizji, a w 1958 roku podpisał kontrakt z wytwórnią fonograficzną Carisch. Wówczas to Giuseppe Faiella przyjął pseudonim artystyczny Peppino di Capri. Ukazały się pierwsze piosenki zespołu: „Let Me Cry”, „Nun è peccato”, a przede wszystkim „Malatia”. W tym samym roku wydany został pierwszy LP zespołu, Peppino di Capri e i suoi Rockers. Peppino di Capri razem z takimi piosenkarzami jak Renato Carosone przyczynił się unowocześnienia pieśni neapolitańskiej poprzez wprowadzenie do niej do nowoczesnych rytmów (I' te vurria vasà).
Peppino Di Capri, akompaniujący sobie na fortepianie i śpiewający nosowym głosem, zaczął popularyzować we Włoszech piosenki amerykańskie, śpiewając je w wersji włoskojęzycznej jak „Nessuno Al mondo” (w oryginale „No Arms Can Ever Hold You” – przebój Pata Boone'a z 1960 roku), lub w wersji oryginalnej ale inaczej zaaranżowane („Let's Twist Again” Chubby Checkera z 1961 roku). Powodzenie tego ostatniego utworu sprawiło, że Peppino di Capri stał się głównym propagatorem nowego tańca, twista („St. Tropez Twist”, „Daniela”, „Speedy Gonzales”, „Don't Play That Song!”, „Addio mondo crudele!”. Rok 1963 przyniósł kolejny hit, „Roberta” oraz zwycięstwo na festiwalu Cantagiro piosenką „Non ti credo”.
W 1965 roku Peppino di Capri wystąpił jako support The Beatles podczas jedynego tournée zespołu po Włoszech.
Potem przyszły występy na innych festiwalach (Festiwal Piosenki Neapolitańskiej, Canzonissima). W 1967 roku Peppino di Capri zadebiutował na Festiwalu Piosenki Włoskiej w San Remo. W 1970 roku założył własną wytwórnię płytową Splash!.
w tym samym roku wygrał Festiwal Piosenki Neapolitańskiej z piosenką „Me chiamme ammore”.

### Lata 70. i późniejsze
W latach 70. dwukrotnie wygrał Festiwal Piosenki Włoskiej w San Remo: w 1973 roku z piosenką „Un grande amore e niente più” i w 1976 z piosenką „Non lo faccio più”.
Po sukcesach w San Remo odbywał tournée po Włoszech i za granicą, a swoje nowe piosenki próbował nagrywać w nowoczesnych aranżacjach.
Uczestniczył w kolejnych Festiwalach Piosenki Włoskiej z takimi piosenkami jak: „E mo e mo” (1985), „Il sognatore” (1987), „Evviva Maria” (1990) i „Favola Blues” (1991). Na Festiwalu Piosenki Włoskiej Peppino di Capri wystąpił w sumie 15 razy co jest rekordem.
W 1991 roku reprezentował Włochy podczas 36. Konkursu Piosenki Eurowizji z utworem „Comme è ddoce ’o mare”, z którym zajął ostatecznie siódme miejsce w finale. W 1996 roku odbył tournée po Włoszech razem z Fredem Bongusto.
W 2004 ukazała się biografia Peppina di Capri, „Il Sognatore”, napisana przez Geo Nocchettiego i wydana przez RAI/ERI.

## Odznaczenia

Order Zasługi Republiki Włoskiej – klasa III: Komandor (Commendatore)

26 maja 2005 roku Prezydent Republiki Włoskiej Carlo Azeglio Ciampi uhonorował Peppina di Capri Orderem Zasługi Republiki Włoskiej w uznaniu jego wkładu w rozwój piosenki włoskiej.